# حلوای به
حلوای به یکی از خوراک‌های محلی در استان گیلان است. مواد این حلوا را به، شکر، آب، دانه مغز هل نیم کوبیده، و خلال بادام تشکیل می‌دهد. خوشرنگ بودن این حلوا مورد توجه است و برای این منظور ترجیحاً در دیگ مسی سفید کرده طبخ شده و از به خوب و سالم برای تهیهٔ آن استفاده می‌شود.